# Ufa-Tonwoche
Die Ufa-Tonwoche war eine deutsche Wochenschau, die von der Ufa produziert wurde.
Sie erschien von 1930 bis 1940.  Mit der 511. Ausgabe im Jahr 1940 stellte sie ihr Erscheinen ein
und wurde mit anderen Wochenschauen zur „gleichgeschalteten“ Deutschen Wochenschau zusammengefasst.